# Pseudomicrocara rufusensis
Pseudomicrocara rufusensis es una especie de coleóptero de la familia Scirtidae.

## Distribución geográfica
Habita en Nueva Gales del Sur (Australia).